# Gintaras Sodeika
Gintaras Sodeika (* 27. April 1961 in Vilnius) ist ein litauischer Komponist und Politiker.

## Leben
Nach dem Abitur 1976 an der 31. Mittelschule Vilnius absolvierte er 1980 eine Ausbildung als Chordirigent bei Juozas-Tallat-Kelpša-Konservatorium und 1986 das Studium der Komposition bei  Julius Juzeliūnas an der Lietuvos konservatorija.
Von 1999 bis 2003 leitete er den Verein Lietuvos kompozitorių sąjunga
und von 2000 bis 2006  den Verband Lietuvos autorių teisių gynimo asociacija. Er lehrte auch an der Musikakademie.
Von 2003 bis 2005 und von 2006 bis 2008 war Sodeika Vizeminister im Kulturministerium der Republik Litauen. Von 2008 bis 2010 war er stellvertretender Leiter des Bezirks Vilnius und ab 2010 Berater des Innenministers Raimundas Palaitis.
Ab 2006 war er Mitglied von Liberalų ir centro sąjunga.

## Familie
Sodeika ist verheiratet. Mit seiner Frau Rimantė hat er die Söhne Vainius und Joris.